# Короткое отображение
Короткое отображение — отображение из одного метрического пространства в другое называют коро́тким, если оно не увеличивает расстояния, т. е. {\displaystyle f\colon X\to Y} короткое, если для любых {\displaystyle x,y\in X}
{\displaystyle d_{Y}(f(x),f(y))\leqslant d_{X}(x,y)}.
Здесь {\displaystyle d_{X}} и {\displaystyle d_{Y}} обозначают метрики на {\displaystyle X} и {\displaystyle Y}, соответственно. 
Другими словами, {\displaystyle f} короткое тогда и только тогда, когда оно 1-Липшицево.